# Diastopora gemelligera
Diastopora gemelligera är en mossdjursart som beskrevs av John Borg 1944. Diastopora gemelligera ingår i släktet Diastopora och familjen Diastoporidae. Inga underarter finns listade i Catalogue of Life.